# Paul Giese (Basketballspieler)
Oluwafemi Abiodun Paul Giese (* 25. Dezember 1997 in Berlin) ist ein deutscher Basketballspieler.

## Laufbahn
Giese spielte als Jugendlicher für die Berliner Vereine TSV Spandau 1860 und DBV Charlottenburg. 2011 nahm er im „3-gegen-3-Basketball“ mit drei weiteren Berliner Spielern als deutsche Auswahl an einem internationalen Sportfest in Ankara teil, nachdem er zuvor die deutsche Meisterschaft in dieser Spielart gewonnen hatte. Im „5-gegen-5-Basketball“ trat Giese mit der aus mehreren Vereinen des Großraums Berlin gebildeten Spielgemeinschaft AB Baskets in der Nachwuchs-Basketball-Bundesliga an.
Im Erwachsenenbereich gehörte er von 2014 bis 2016 der Mannschaft Tiergarten ISC 99 in der 2. Regionalliga an. In der 1. Regionalliga spielte Giese zwischen 2016 und 2018 für die WSG Königs Wusterhausen.
In der Sommerpause 2018 wechselte Giese zu den EN Baskets Schwelm in die 2. Bundesliga ProB und schloss sich zur Saison 2019/20 dem Regionalligisten BG Hagen an. Des Weiteren nahm er in dem Spieljahr an den Trainingseinheiten des Zweitligisten Phoenix Hagen teil, der ihn im August 2020 unter Vertrag nahm. Zur Saison 2022/23 ging Giese, zu dessen Stärken die Verteidigung gehört, innerhalb der 2. Bundesliga ProA zu den VfL Kirchheim Knights.
2023 nahm Zweitligist SG ART Giants Düsseldorf den Berliner unter Vertrag. Giese kehrte Mitte Februar 2025 zu Phoenix Hagen zurück.